# Странзул
Странзул (1631 м н р. м.) — вершина в південно-західній частині Ґорґан, що є частиною Східних Бескидів. Він розташований у групі Буштула, що розташований на південь від перевалу під назвою Німецький (1177 м над рівнем моря). Ця вершина розташована на південно-західному плечі, що простягається від вершини Буштул.